# Kaarlo Soinio
 (janvier 2013).
Si vous disposez d'ouvrages ou d'articles de référence ou si vous connaissez des sites web de qualité traitant du thème abordé ici, merci de compléter l'article en donnant les références utiles à sa vérifiabilité et en les liant à la section « Notes et références ».
Kaarlo Eino Kyösti Soinio (28 janvier 1888 – 24 octobre 1960) est un gymnaste et un footballeur finlandais des années 1900 et 1910.

## Biographie
Il fait partie de l'équipe finlandaise de gymnastique pour l'épreuve de gymnastique aux JO 1908, qui remporte la médaille de bronze en épreuve collective.
Quatre ans plus tard, il fait partie de la sélection finlandaise pour l'épreuve de football pour les JO 1912, où la Finlande termine quatrième du tournoi. Il ne participe qu'au premier match, en tant que milieu de terrain. À cette époque, il est joueur du HJK Helsinki.

### Jeux olympiques d'été
- Gymnastique aux Jeux olympiques de 1908 à Londres ( Angleterre)
  -  Médaille de bronze de la compétition par équipe

- Football aux Jeux olympiques de 1912 à Stockholm ( Suède)
  - Quatrième de la compétition avec la  Finlande